# たまご街道
たまご街道（たまごかいどう）は、神奈川県相模原市南区麻溝台にある、鶏舎や卵の直売所が点在する市道。

## 概要
麻溝台地区は戦後に現在の緑区（緑区青根・青野原地区）の人々が入植し、陸軍士官学校演習地跡を開墾したとされる。
麻溝台の地が畑作に適していなかったこともあって畜産業、特に養鶏が盛んになり、1962年（昭和37年）ごろから横浜市や川崎市から養鶏農家が多く移り住んだ。
最盛期には40以上の養鶏農家が軒を連ねていたが、周囲の宅地化で近隣住民との摩擦が起こり、転出する養鶏農家が相次いだ。
残された養鶏農家は周辺地域との共存を模索し、2013年に地元に残った全7軒の養鶏農家で「麻溝畜産会」を組織する。
鶏舎や直売所が点在する市道を「たまご街道」と名付け、周辺地域へサービスを提供することが「麻溝畜産会」の目的となった。
「たまご街道」には、卵の直売店だけでなく、神奈川県指定銘菓のクレームブリュレのような卵を使った洋菓子やカフェを提供する店舗が点在しており、近隣住民や県外からも来客があるという。
なお、「たまご街道」と名付けられた道は、かつては「たまごみち」や「たまごロード」といった名前で呼ばれていたが、改めて愛称を決める際に語呂の良さから「たまご街道」となった経緯がある。

## 周辺の直売所など[9]

### ㈲宝夢卵　豊村養鶏
- 住所:相模原市南区麻溝台7-2384
- ℡📞:042-742-1088
- 営業時間（夏季）:12:00-17:00
- 営業時間（冬季）:12:00-16:00
- 定休日:月曜日
- ホームページ :

### ㈲田中養鶏場
- 住所:相模原市南区麻溝台6-4-1
- ℡📞:042-742-7877
- 営業時間:9:00-18:00
- ホームページ:

### 農場の家　（㈱コトブキ園）
- 住所:相模原市南区麻溝台2-9-20
- ℡📞たまご売場:042-740-2419
- ℡📞洋菓子売場:042-750-7410
- 営業時間:9:45-17:30
- ホームページ:

### ㈲昔の味　たまご農場
- 住所:相模原市南区麻溝台5-1-21
- ℡📞:042-742-1993
- 営業時間:10:00-18:00
- ホームページ:

### スイートエッグ　（㈲小川フェニックス）
- 住所:相模原市南区麻溝台5-14-39
- ℡📞:042-742-6621
- 営業時間:9:30-18:00
- ホームページ:

### ㈲ホソヤファーム
- 住所:相模原市南区麻溝台6-4-23
- ℡📞:042-742-6662
- ホームページ:

### ㈲元木農場
- 住所:相模原市南区麻溝台2-7-45
- ℡📞:042-743-8604